# Софі Ерр
Софі Ерр (фр. Sophie Erre; нар. 6 квітня 1979) — колишня французька тенісистка.
Найвищу одиночну позицію світового рейтингу — 165 місце досягла 12 червня 2000, парну — 368 місце — 29 вересня 2003 року.
Здобула 5 одиночних титулів туру ITF.

## Фінали ITF
| турніри $25,000 |
| турніри $10,000 |

### Одиночний розряд: 8 (5–3)
| Результат | Ранг | Дата              | Турнір                      | Покриття   | Суперниця         | Рахунок             |
| --------- | ---- | ----------------- | --------------------------- | ---------- | ----------------- | ------------------- |
| Перемога  | 1.   | 13 жовтня 1997    | Сен-Рафаель (Вар), Франція  | Тверде (i) | Іветте Бастінг    | 6–1, 6–4            |
| Перемога  | 2.   | 13 вересня 1998   | Денен, Франція              | Ґрунт      | Сандрін Буйо      | 6–2, 6–3            |
| Перемога  | 3.   | 22 серпня 1999    | Коксейде, Бельгія           | Ґрунт      | Габріела Кучерова | 5–7, 7–6, 6–2       |
| Поразка   | 4.   | 21 лютого 2000    | Буші, Велика Британія       | Килим (i)  | Надія Островська  | 6–3, 3–6, 6–7(5)    |
| Поразка   | 5.   | 19 березня 2001   | Шоле, Франція               | Ґрунт      | Ванесса Генке     | 7–6(1), 3–6, 3–6    |
| Перемога  | 6.   | 26 березня 2001   | Ам'єн, Франція              | Ґрунт      | Єлена Панджич     | 6–7(3), 6–3, 7–6(6) |
| Поразка   | 7.   | 17 вересня 2001   | Глазго, Велика Британія     | Тверде (i) | Ева Бірнерова     | 6–3, 5–7, 4–6       |
| Перемога  | 8.   | 19 листопада 2001 | Довіль (Кальвадос), Франція | Ґрунт (i)  | Віржині Піше      | 6–4, 6–3            |

### Парний розряд: 1 (0–1)
| Результат | Ранг | Дата           | Турнір                    | Покриття | Партнерка  | Суперниці                     | Рахунок       |
| --------- | ---- | -------------- | ------------------------- | -------- | ---------- | ----------------------------- | ------------- |
| Поразка   | 1.   | 15 червня 2003 | Кане-ан-Руссійон, Франція | Ґрунт    | Орелі Веді | Леслі Буткевіч Евелін Ваніфте | 6–4, 3–6, 4–6 |